# The Ready Set
Джордан Марк Вітзігрейтер (англ. Jordan Mark Witzigreuter, нар. 14 листопада 1989, Форт-Вейн, Індіана, США), професійно відомий як The Ready Set, — американський співак і автор пісень. Він є провідним вокалістом і єдиним учасником гурту, використовуючи резервний гурт під час турне. Він випустив п'ять студійних альбомів: Syntax and Bright Lights, Tantrum Castle, I'm Alive, I'm Dreaming, The Bad &amp; the Better і I Will Be Nothing Without Your Love, дев'ять мініальбомів і чотирнадцять синглів. Він найбільш відомий завдяки комерційно успішному синглу «Love Like Woe» зі свого дебютного альбому на мейджор-лейблі I'm Alive, I'm Dreaming.
З 2019 по 2022 рік Вітзігрейтер короткочасно випускав музику під псевдонімом Onlychild. Під цим псевдонымом він випустив дванадцять синглів і мініальбом з чотирьох треків Solstice.
Вітзігрейтер також є частиною синті-поп-гурту Nekokat разом із Камероном Уокером і Джесс Боуен з Summer Set.
У 2021 році у співпраці з Вокером Вітзігрейтер створив музичний лейбл Swim Team Records. Компанія представила безліч виконавців, таких як Future Coyote, TALKBAK і Casey Abrams. Музика лейбла була представлена в рекламі таких речей, як PGA Tour.

## Раннє життя
Вітзігрейтер народився та виріс у Форт-Вейні, Індіана, місці, яке він часто згадує у своїй музиці. В 11 років мати записала його на уроки гри на барабанах. Це призвело до того, що він грав на барабанах у гуртках протягом середньої та старшої школи. Познайомившись з іншими інструментами, він почав гастролювати з групами та писати пісні у віці 16 років. Будучи сімнадцятирічним, Вітзігрейтер брав участь у різних гуртах, граючи на барабанах для ска-гурту Take Sides і хардкор-гурту Saints Never Surrender. Вітізігрейтер було включено до другого альбому Saints Never Surrender, Brutus, який вийшов у 2008 році. Він також був членом акустичного гурту Brideandgroom.

## Кар'єра

### 2007—2009:Syntax and Bright LightsтаTantrum Castle
У 2007 році Вітзігрейтер почав самостійно створювати музику в підвалі будинку свого дитинства під назвою Ready Set. Його перші два альбоми Syntax і Bright Lights і Tantrum Castle були випущені в 2008 році. Спочатку завантаживши свою музику на колись популярний Myspace, Вітзігрейтер почав виконувати свою музику наживо. Його перші виступи відбулися в кафе Mocha Lounge у Форт-Вейні, штат Індіана, де він працював. Його виступи перетворилися на виступи живої групи, і він почав виступати на музичних фестивалях. Серед них The Bamboozle і Bamboozle Left, Bamboozle Roadshow і mtvU VMA Tour. Він також відкрився для таких гуртів, як Boys Like Girls і Never Shout Never.
The Ready Set також неодноразово виступали на MTV, включаючи появу в TJ Search Live Finale на MTV і були «Один для перегляду» в рейтингу MTV 10 on Top. Вітзігрейтер також двічі з'являвся в програмі MTV Buzzworthy.

### 2010—2011:I'm Alive, I'm DreamingтаFeel Good Now

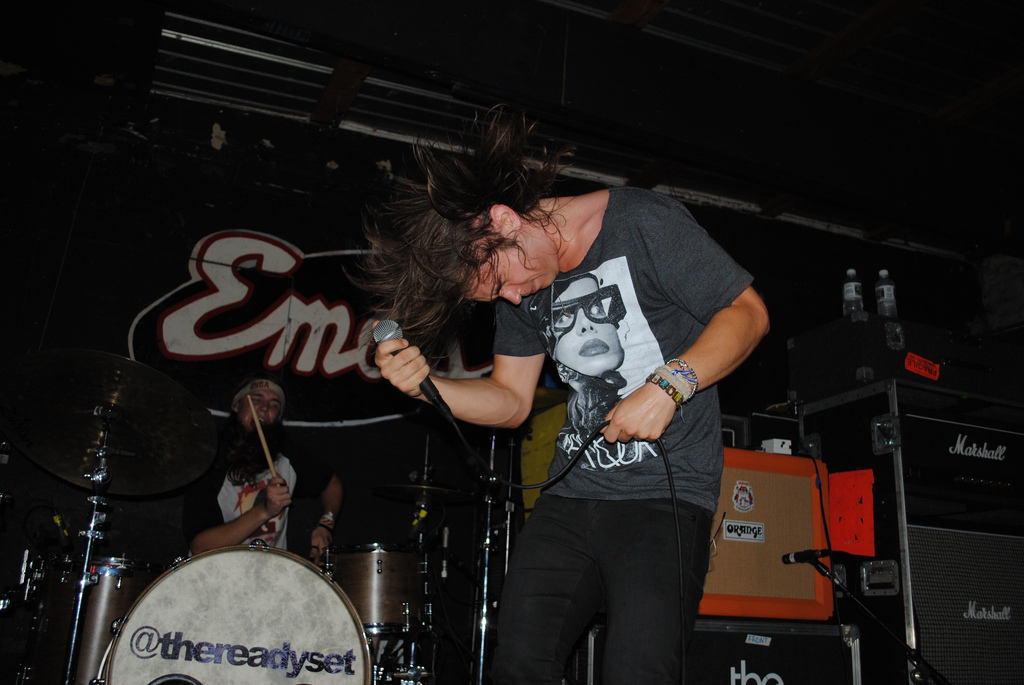
The Ready Set виступають на Emo's у 2010 році.

У 2009 році Піт Венц підписав контракт з Вітзігрейтером на свій лейбл Decaydance Records. Його дебютний сингл «Love Like Woe» був випущений 29 березня 2010 року. Пісня мала комерційний успіх, досягнувши 27 місця в чарті Billboard Hot 100 і 30 місця в канадському чарті CHR/Top 40. Це призвело до того, що пісня отримала платиновий сертифікат RIAA і виграла нагороду BDS Certified Spin Award на основі 50 000 обертань, які вона отримала. «More Than Alive» був випущений як другий сингл з альбому 25 травня 2010 року. Дебютний альбом The Ready Set під назвою I'm Alive, I'm Dreaming від мейджор-лейбла був випущений 9 червня 2010 року. Він посів третє місце в чарті Heatseekers Albums і досяг 172 місця в чарті Billboard Top Current Album Sales. На підтримку випуску альбомів Вітзігрейтер вирушив у тур восени 2010 року з Cartel, Hey Monday, This Century та We Are the In Crowd.
У 2010 році Вітзігрейтер був учасником збірного альбому Punk Goes Pop Volume 03, виконавши трек «Airplanes». 26 листопада 2010 року він випустив різдвяний мініальбом Regifted, а пісня «Wishlist» посіла 32 місце в чарті продажів цифрових пісень Holiday. У 2011 році він вирушив у свій перший хедлайнерський тур під назвою «The Glamour Kills Tour» із допоміжними виконавцями з Allstar Weekend, We Are the In Crowd і The Downtown Fiction. 7 жовтня 2011 року The Ready Set випустили мініальбом під назвою Feel Good Now, продюсером якого став Ян Кіркпатрік. Мініальбом досяг 179 місця в Billboard 200. Головний сингл «Young Forever» був випущений 1 березня 2011 року і посів 39 місце в топ-40 американських мейнстрімів і п'яте місце в американському чарті Bubbling Under Hot 100. Після EP вийшло ще два сингли: «Hollywood Dream» і «Killer». У 2012 році Вітцігройтер знявся в епізоді телеканалу Disney Channel So Random!. Навесні 2012 року The Ready Set і Breathe Carolina стали хедлайнерами Blackout Forever Tour за підтримки Ashland High.

### 2012—2015:The Bad & The Better

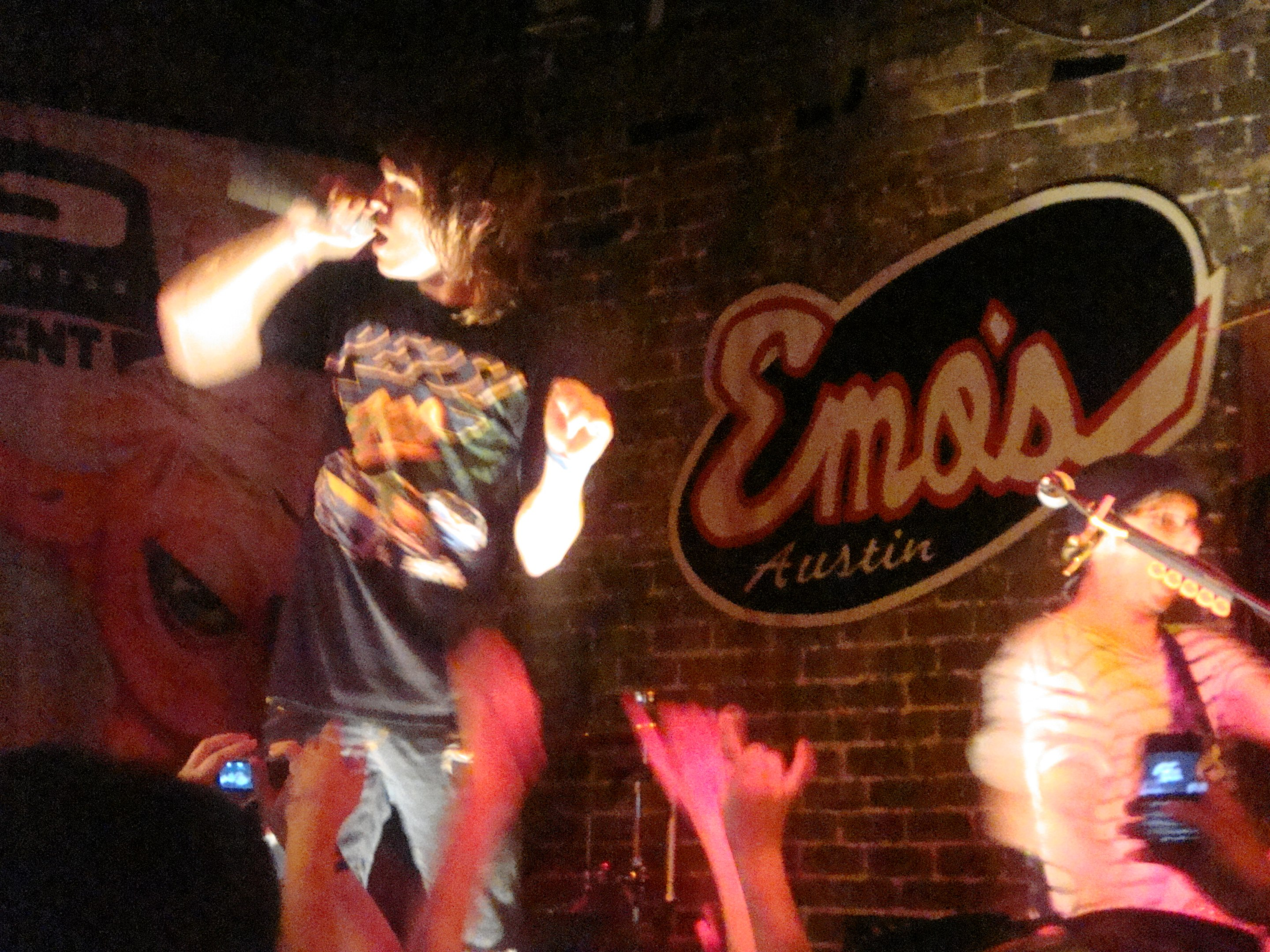
Живий виступ The Ready Set у 2011 році

18 травня 2012 року The Ready Set випустив пісню «Give Me Your Hand (Best Song Ever)», яка була випущена на Warner Records і пізніше стала головним синглом з його четвертого студійного альбому The Bad &amp; The Better. Пісня посіла 30-е місце в топ-40 мейнстрімів США та 33-є місце в чарті 40 найпопулярніших музичних творів Нової Зеландії. У 2013 році The Ready Set гастролювали по Північній Америці з Breathe Carolina та репером Т. Міллсом. Покинувши Decaydance після свого третього альбому, він згодом підписав контракт з лейблом Razor & Tie, випустивши The Bad & The Better 27 травня 2014 року. Альбом досяг 75 позиції в Billboard 200. «Higher» став другим синглом альбому і був випущений 8 квітня 2014 року. «Freakin' Me Out» був випущений 6 травня 2014 року як третій сингл з альбому. Він брав участь у Warped Tour у 2014 році. The Ready Set разом із Metro Station виступили хедлайнерами туру під назвою The Outsiders Tour із допоміжними виконавцями, Downtown Fiction і Against the Current. У 2015 році Вітзігрейтер заснував сайд-проект гурту Nekokat з артистом Кемероном Вокер-Райтом і барабанщиком Джессом Боуеном з The Summer Set.

### 2016—2018:I Will Be Nothing Without Your LoveтаV1 & V2
У 2016 році Вітзігрейтер підписав контракт з Hopeless Records і 8 квітня випустив свій п'ятий студійний альбом I Will Be Nothing Without Your Love. Альбом посів 24 місце в чарті незалежних альбомів США. Він випустив «Good Enough» 5 лютого 2016 року як головний сингл з альбому. Він співпрацював з гаїтянським ді-джеєм Майклом Бруном і зробив ремікс на трек, який посів 40 місце в чарті Dance/Mix Show Airplay. Другий сингл альбому «Disappearing Act» був випущений 11 березня 2016 року. The Ready Set вирушили в тур Fight For Something навесні 2016 року з Tonight Alive, Set It Off і SayWeCanFly. У 2016 році в інтерв'ю Alternative Press Вітзігрейтер заявив, що він ледь не закінчив Ready Set після випуску свого четвертого альбому.
У 2018 році він знову почав самостійно випускати музику з двома розширеними п'єсами: V1 і V2. «Life In Pink» вийшов 15 лютого 2018 року. 27 липня 2018 року він випустив ще один сингл «Stitch». Ще один мініальбом, V3, був запланований на випуск у жовтні 2018 року, однак його відклали на пізнішу дату.

### 2019—2022: Onlychild
У середині 2019 року Вітзігрейтер тимчасово відступив від The Ready Set і прийняв нову назву Onlychild. Він випустив свій перший мініальбом Solstice під такою назвою 27 липня 2019 року. У травні 2020 року він випустив позаальбомний сингл «Chardonnay and Tangerine». 23 жовтня 2020 року Вітзігрейтер випустив ще один сингл «Thank Me Later». 16 квітня 2021 року він випустив новий сингл «Sad Fantasy», у якому брав участь гітарист гурту Panic! at the Disco Майк Наран.
У 2021 році Вітзігрейтер і співавтор Nekokat Кемерон Вокер написали титри до синглу «Rock with You» у мініальбомі південнокорейського гурту Seventeen Attacca.
Вітзігрейтер відродив назву Ready Set у 2022 році на музичному фестивалі So What і виступав під цією назвою на фестивалі When We Were Young у 2022 році. У травні 2023 року Вітзігрейтер випустив свій перший з 2018 року сольний сингл під назвою Ready Set під назвою «Who You Really Are».

## Музичні стилі та впливи
Музику Ready Set описують як електропоп і синті-поп. Вітзігрейтер заявив, що зазвичай любить поєднувати своє звучання від попмузики до хіп-хопу та хардкор-панку. Вітзігрейтер виріс, слухаючи Коупленда, який, за його словами, був основним впливом на нього. The Ready Set також порівнювали з Owl City, загалом за його звук, роботу в складі одного гравця та те, як він використовує живу групу під час туру.

## Учасники турів

### The Ready Set
Останні учасники турів
- Кемерон Вокер — гітара, бек-вокал[15]
- Тревіс Раунтрі — барабани, перкусія[77]
- Меттью Шон — бас-гітара

Колишні учасники турів
- Майк Наран — гітара, бек-вокал[78]
- Нік Енніс — бас-гітара, клавішні[79]
- Дерік Станек — гітара, бек-вокал[80]
- Енді Снайдер — бас-гітара[81]
- Кіган Веклер — гітара[81]

### Onlychild
Поточні учасники турів
- Майк Наран — гітара, бек-вокал
- Джесс Боуен — барабани, перкусія

## Особисте життя
Вітцигрейтер одружився зі своєю давньою дівчиною Кейтлін Джентрі наприкінці 2017 року. У Вітзігрейтера є брат, який також є музикантом.

## Дискографія

### The Ready Set
- Syntax & Bright Lights (2008)
- Tantrum Castle (2009)
- I'm Alive, I'm Dreaming (2010)
- The Bad &amp; the Better (2014)
- I Will Be Nothing Without Your Love (2016)

### Onlychild
- Solstice EP (2019)

## Нагороди та номінації

### BDS Spin Awards
| Рік  | Виступ          | Нагорода     | Результат | Ref.   |
| ---- | --------------- | ------------ | --------- | ------ |
| 2010 | «Love Like Woe» | 50,000 Spins | Перемога  | [ 30 ] |

### PETA's Libby Awards
| Рік  | Номінація     | Нагорода                  | Результат | Ref.   |
| ---- | ------------- | ------------------------- | --------- | ------ |
| 2012 | The Ready Set | Most Animal-Friendly Band | Номінація | [ 83 ] |
| 2014 | The Ready Set | Most Animal-Friendly Band | Перемога  | [ 84 ] |

## Фільмографія
| Рік  | Назва           | Роль | Примітки            | Ref.   |
| ---- | --------------- | ---- | ------------------- | ------ |
| 2011 | Тиха бібліотека | Самі | Учасники конкурсу   | [ 85 ] |
| 2012 | Так Випадково!  | Самі | Запрошені виконавці | [ 43 ] |

## Тури
| Заголовки - Glamour Kills Tour (2011) - Blast From the Past Tour (2017) Спів-хедлайнер - Blackout Forever Tour (з Breathe Carolina) (2012) - The Ready Set/Outasight Tour (з Outasight) (2013) - The Outsiders Tour (з Metro Station) (2014) | Вступна частина - Fight For Something Tour (Tonight Alive) (2016) Фестивалі - Warped Tour (2011), (2014), (2015) - Rose Rock Tour (2017) - Fall Fest Tour (2017) - So What Music Festival (2022) - When We Were Young Festival (2022) |